# Kabupaten Ponorogo
Kabupaten Ponorogo är ett kabupaten i Indonesien.   Det ligger i provinsen Jawa Timur, i den västra delen av landet, 500 km öster om huvudstaden Jakarta. Antalet invånare är 855 281.